# 이시오 료가
이시오 료가(일본어: 石尾 崚雅, 2000년 5월 18일~)는 일본의 축구 선수이다.

## 구단 경력
그는 2018년 J3리그의 세레소 오사카 U-23에서 뛰었다. 2019년 J2리그의 츠바이겐 가나자와로 이적했다. 2021년까지 74경기에 출전하여, 2득점을 넣었다. 2022년 도쿠시마 보르티스로 이적했다. 2025년 에히메 FC로 이적했다.